# United Countries Tour
Die United Countries Tour ist ein etwa 600 km langes grenzüberschreitendes Radwandernetz in Deutschland und den Niederlanden, das durch das nördliche und mittlere Emsland links der Ems, die nördliche Grafschaft Bentheim und durch die grenznahen Gebiete der niederländischen Provinzen Drenthe und Groningen führt. Die beiden Rundrouten Smokkelroute (190 km) und Pionierroute (250 km), werden durch Neben- und Querwege ergänzt.